# Antoni Słonimski
Antoni Słonimski (15. listopadu 1895 Varšava – 4. července 1976 tamtéž) byl polský spisovatel.
Narodil se ve vzdělané rodině s židovskými kořeny. Jeho dědeček Chaim Zelig Słonimski byl matematik, astronom a zakladatel časopisu Ha-Cefira. Jeho otec, lékař a spisovatel Stanisław Słonimski, konvertoval ke katolicismu a nechal pokřtít i svoje děti.
Antoni Słonimski vystudoval varšavskou výtvarnou akademii a byl ilustrátorem a grafikem časopisu Sowizdrzał, v roce 1918 vydal svoji první sbírku sonetů. V meziválečném Polsku patřil k liberálně levicovým intelektuálům, spoluzakládal literární skupinu Skamander, přispíval do časopisů Wiadomości Literackie a Cyrulik Warszawski, psal dramata a cestopisy, působil ve varšavském poetickém kabaretu Pod Picadorem, byl také průkopníkem polské vědeckofantastické literatury (román Torpédo času). Překládal do polštiny díla Williama Shakespeara. Byl členem PEN klubu a významným odpůrcem nacismu i stalinismu, napsal satiru o šíleném diktátorovi Dva konce světa. Druhou světovou válku prožil v Londýně, kde vydával časopis Nowa Polska.
Po válce byl zástupcem Polska v UNESCO a vedl Polský kulturní institut v Anglii. Roku 1951 se vrátil do vlasti, ve své publicistické činnosti opatrně chválil komunistický režim a odmítal emigraci. V letech 1956 až 1959 byl předsedou Svazu polských spisovatelů a podporoval gomulkovské tání, po ukončení reforem se stal předním kritikem poměrů v zemi. V roce 1964 byl autorem petice, v níž 34 polských intelektuálů protestovalo proti utužování cenzury. Postavil se také proti antisemitské kampani v roce 1968, poté upadl do nemilosti a jeho texty se odvážil vydávat pouze katolický list Tygodnik Powszechny. Krátce před smrtí napsal autobiografii Abeceda vzpomínek.
Jeho tajemníkem byl od roku 1969 Adam Michnik.